# Josef Trojan (spisovatel)
Josef Trojan (10. května 1905 Královské Vinohrady – 21. července 1965 Praha) byl český herec (Osvobozené divadlo) a později novinář, filmový kritik, scenárista a básník. Jeho bratrem byl herec a komik Emanuel Trojan.

## Básník a spisovatel
Ve dvacátých letech vydal svou první básnickou sbírku Zvon země (1926). Za války Josef Trojan společně s K. Mullerem se podílel na překladu románu Chudí boháči od francouzského autora Prospér Merimmé (1943), napsal knihu Bezstarostné děti (1944), a v roce (1948) mu vyšel román Maminka to řekla.

## Novinář a filmový kritik
V roce 1929 se stal členem redakce Práva lidu. Zde působil jako filmový kritik a kulturní referent v letech 1931–1938. Jako novinář přispíval i do periodika Moravský přítel lidu, v letech 1934–1935 byl filmovým referentem týdeníku Čin. Své kritiky a příspěvky podpisoval pod šiframi: jot (Právo lidu), JOT, jt (Čin, Právo Lidu, Moravský přítel lidu). V roce 1933 dostal hereckou příležitost zahrát si v českém filmu Svítání režiséra Václava Kubáska.

## Filmový scenárista
Uplatnil se i jako filmový scenárista.
Podle předlohy jeho námětu byl v roce 1938 natočen český hraný film Umlčené rty v režii Karla Špeliny. Podle jeho scénářů byl natočen další film, a to Bláhový sen (1944) pod režií J. A. Holmana. Snímek Předtucha (1944) režiséra Miroslava Cikána s Trojanovým scénářem nebyl dokončen, jeho námět však v roce 1947 přepracoval Otakar Vávra a natočil film Předtucha.
Zemřel roku 1965 a byl pohřben na Olšanských hřbitovech.

## Dílo
- Bezstarostné děti. 1. vyd. Praha: Vydavatelstvo Družstevní práce, 1944. 381 s.

### Články
- Moravský přítel lidu – list československé sociální demokracie – vydávaný v Brně od roku 1929.
  - jt. [Trojan, Josef]. Premiéry v pražských biografech. Moravský přítel lidu, roč. IV, 7. ledna 1932, č. 5, str. 4.
  - jt. [Trojan, Josef]. Několik obrazů z českého filmu. Moravský přítel lidu, roč. V, 13. srpna 1933, č. 188, str. 4. [zpr. 3f.].
  - jt. [Trojan, Josef]. Jaký bude film o Bedřichovi Smetanovi. Interview s autorem libreta B. Mathesiem. Moravský přítel lidu, roč. V, 3. září 1933, č. 206, str. 4.
  - jt. [Trojan, Josef]. Pokus o kolektivní český film. Moravský přítel lidu, roč.V, 7. září 1933, č. 209, str. 5. [rec.]. Viz Katalog – Český * hraný film – II – 1930-1945, - film. č. 192.
  - jt. [Trojan, Josef]. Ředitel národního divadla o zfilmování „Prodané nevěsty“. Moravský přítel lidu, roč.V, 17. října 1933, č. 245, str. 4. * [interview]. Viz Katalog – Český hraný film – II – 1930-1945, - film. č. 294.
- Čin – týdeník pro kulturní a veřejné otázky. Vydávaný v Praze v letech 1928–1939.
  - jt. [Trojan, Josef]. Půlroční bilance. Čin, roč. VII, 1934-1935, s. 47
  - jt. [Trojan, Josef]. Vánoční filmový týden v Praze. Čin, roč. VII, 1934-1935, s. 47
  - jt. [Trojan, Josef]. Operní hvězdy ve filmu. Čin, roč. VII, 1934-1935, s. 71.
  - jt. [Trojan, Josef]. Jindra, hraběnka Ostrovidová. Čin, roč. VII, 1934-1935, s. 71.
  - jt. [Trojan, Josef]. Schutnitzler Artur: Milkování. Čin, roč. VII, 1934-1935, s. 71.
  - Josef Trojan. Statistika filmového provozu v ČSR. Čin, roč. VII, 1934-1935, s. 96.
  - Josef Trojan. La Materrnelle. Čin, roč. VII, 1934-1935, s. 118.
  - Josef Trojan. Věčný žid. Čin, roč. VII, 1934-1935, s. 119.

### Náměty a scénáře
- Umlčené rty – 1938 – režie: Karel Špelina – (Dafa)
- Bláhový sen – 1943 – režie: Jan Alfréd Holman – (Nationalfilm)
- Předtucha - 1944, nedokončeno – režie: Miroslav Cikán – (Nationalfilm)